# Srečno, Kekec!
Srečno, Kekec! je slovenski mladinski film iz leta 1963, ki ga je režiral Jože Gale. Posnet je bil po planinski pripovedki Kekec na volčji sledi, drugi izmed treh Vandotovih pripovedk o Kekcu, ki je leta 1922 izšla pri mladinskem listu Zvonček. Film je bil posnet in distribuiran pri produkcijski hiši Viba film. To je bil sploh prvi slovenski barvni film v izvirniku posnet na 35 milimetrski trak Kodak. Leta 2016 je bil film končno digitaliziran in restavriran ter pripravljen za predvajanje v visoki ločljivosti FullHD/2K/4K, kar je stalo približno 11,000 evrov. A zaradi določenih pomanljivosti in potrebnih popravkov še ni primeren za distribucijo.
To je drugi film iz Galetove filmske trilogije oziroma filmske franšize o Kekcu in edini v katerem igra Pehta. Pred in po njem sta bila posneta še dva njegova filma: Kekec (1951) in Kekčeve ukane (1968).

## Vsebina
Kekec (Velimir Gjurin) in Rožle (Martin Mele) gresta h kmetu, ki ima slepo hčer njunih let Mojco (Blanka Florjanc), za pastirja. Ko se je stemni, načneta pogovor o teti Pehti (Ruša Bojc), ki je strah in trepet teh krajev. Pehta naj bi celo kradla otroke. Kekec, Mojca in Rožle se zjutraj odpravijo v planšarsko kočo. Prijazni Kekec pa je Mojci obljubil, da bo našel zdravilo za njene bolne oči. 
Medtem ko Mojca nabira rože, pa se prikaže zlobna ženska, teta Pehta, jo ugrabi in odpelje v svojo kočo, Pehta jo hoče tam obdržati, saj Mojca zelo lepo poje. Pehta je zelo dobra zeliščarka in v gori najde redko rožo, iz katere naredi zdravilo za Mojčine oči. Kekec in Rožle iščeta Mojco in prideta do Pehtine koče, kjer Kekec junaško zleze skozi streho in z Mojco zbeži. Hudobna Pehta je za njima poslala svojega psa po imenu Volk, a se uspeta rešiti. Zbežala sta po brvi čez gorski potok. Plašni Rožle pride domov in ves prestrašen pove, da je Kekca in Mojco najbrž požrl Pehtin Volk. 
Vsi vaščani in Mojčin oče so se z baklami odpravili iskat Kekca in Mojco, ki pa sta prenočila v neki gorski votlini. Pehta jih opazi in zažge svojo kočo. Ko je Kekec pripeljal Mojco domov, je Mojca svoji materi povedala, da teta Pehta pozna zdravilo za njene oči, ter brž stekla iz hiše. Pehta Kekca ujame in odpelje v svojo votlino. Kekec Pehto izzove, da med vsemi svojimi zdravili nima zdravila za oči, Pehta pa se pohvali, da ga ima.
In da bi Mojco ozdravila, če je Kekec ne bi odpeljal. Kekec se skuša spoprijateljiti z njenim psom in skrivoma išče čudežno zdravilo. Ker ga je Pehta pri tem zalotila, je kruto pretepla svojega psa, ter Kekcu pokazala, da se zdravilo skriva v steklenički namreč, ki jo ima okrog vratu. Na koncu se Pehta zaradi Kekčevih vragorij razneži in mu prepusti zdravilo. Kekec takoj odhiti domov k Mojci, ji spusti nekaj teh kapljic v oči in ona nenadoma spregleda.

## Zasedba
| Igralec/-ka     | Vloga |
| --------------- | ----- |
| Velimir Gjurin  | Kekec |
| Blanka Florjanc | Mojca |
| Martin Mele     | Rožle |
| Ruša Bojc       | Pehta |
| Bert Sotlar     | oče   |
| Marija Goršič   | mati  |
| Stane Sever     | berač |

## Galerija slik

### Lokacije snemanja
| Slika | Lokacija      | Občina | Opis                 |
| ----- | ------------- | ------ | -------------------- |
|       | Trenta        | Bovec  | Kekčeva domačija     |
|       | pod Mangartom | Bovec  | posneli večino filma |

### Po premieri
- Od leve proti desni sedijo:
Velimir Gjurin (Kekec)
Ruša Bojc (Pehta)
Martin Mele (Rožle)
Blanka Florjanc (Mojca)
takoj po premieri
- tretji z leve: Gjurin (Kekec)
četrti z leve: Mele (Rožle)
takoj po premieri
- Ruša Bojc (Pehta)
takoj po premieri
- Blanka Florjanc (Mojca)
takoj po premieri
- prizor iz filma

## Nagrada
Ta film je kot drugi v tej seriji, prejel mednarodno nagrado na istem festivalu kot prvi. Na 25. beneškem mednarodnem filmskem festivalu leta 1964, je osvojil tretje mesto, in sicer bronasto Osello za najbolj poučen mladinski film.

## Glasba
Glasbo za film je napisal Marjan Vodopivec, ki jo je ob spremljavi orkestra Slovenske filharmonije dirigiral Mario Rijavec. Besedilo naslovne pesmi Kekčeva pesem je napisal Kajetan Kovič, glas za to pesem pa je Gjurinu posodil Martin Lumbar.

## Zanimivosti
Pehta (Ruša Bojc) in režiser filma Jože Gale sta se zelo bala višine, zato je bil tisti prizor, v katerem Pehta najde rožo malo smešen. Jože in Ruša si namreč nista upala oditi na kraj snemanja (snemali so skoraj na Mangartu), ker je bil pod njim (na levi strani) velik prepad. Rušo so nekako prepričali, Gale pa je fantom rekel: 'Kar sami zrežirajte prizor. Jaz bom ostal kar tu. Saj boste zmogli.' Tako so se odpravili in posneli prizor.